# 洛阳东都商厦火灾
洛陽「12·25」火災 2000年12月25日21时35分，河南省洛阳市老城区中州东路东都商厦发生特大火灾，官方宣称造成309人死亡，7人受伤，法医鉴定结果309人均为吸入式窒息死亡（其中男135人，女174人）。直接造成经济损失273万人民币。

## 背景
东都商厦始建于1988年12月，1990年12月4日开业，位于洛阳市老城区中州东路，6层建筑，地上4层、地下2层，占地3200m2，总建筑面积17900m2，东北、西北、东南、西南角共有4部楼梯。东都商厦是洛阳市第一商业局下属全民所有制企业，现有职工1082人，固定资产5200万元。2000年11月前，商厦地下一、二层经营家具，地上一层经营百货、家电等，二层经营床上用品、内衣、鞋帽等，三层经营服装，四层为东都商厦办公区和东都娱乐城。
多年来，东都商厦由于经营不善，亏损严重，已有541名职工下岗。为摆脱经营困境，1996年经上级主管部门批准，东都商厦实行承包经营。1997年6月5日将该商厦的东都娱乐城承包给个体业主张某某，双方首次签订承包合同，承包期限自1997年7月1日至1999年6月30日；1999年6月28日双方续签合同，承包期延至2001年6月30日。东都娱乐城舞厅面积460m2，纳客定员200人，西侧以一定道相隔，另有7间KTV包房，面积100m2。

## 起火原因
据官方调查，娱乐城无照经营、超员纳客是事故发生的重要原因。1993年3月，东都娱乐城在洛阳市工商局注册登记；1996年4月变更登记，经营期限1996年5月16日至1999年12月31日。娱乐城1997、1998两年未参加年检，1998年2月28日前未按市工商局的要求更换新版营业执照(规定逾期更换的执照自动失效)，此后属无照经营；1999年12月31日原营业执照到期，2000年纯属无照非法经营。2000年7—9月，国务院部署娱乐场所专项治理、证照审核，洛阳市规定9月20日审核结束，东都娱乐城所有证照均未参加审核。经查，东都娱乐城除在大检查期间伪装停业外，一直非法经营。东都娱乐城纳客定额为200人，2000年12月25日却借圣诞节之夜，无限制出售门票及赠送招待票，致使参加娱乐人员高达350多人，造成大量人员死亡。火灾是因该商厦地下一层丹尼斯百货量贩电焊人员违章作业，电焊火花溅落到地下二层家具商场的可燃物上造成的。火灾发生后，肇事人员和东都商厦在现场的职工和领导既不报警，也不通知四层东都娱乐城人员撤离，使娱乐城大量人员丧失逃生机会，中毒窒息死亡。

## 逃生路線
地下二层大厅东南角楼梯间的门关闭，西南、东北、西北角楼梯间为铁栅栏门，着火后，西南角的铁栅栏门进风，东北、西北角的铁栅栏门过烟不过人)。由于地下一层至三层东北、西北角楼梯与商场采用防火门、防火墙分隔，楼梯间形成烟囱效应，大量有毒高温烟雾以每分钟240米左右的速度通过楼梯间迅速扩散到4楼娱乐城。4楼娱乐城的楼梯通道全被铁栅门封死，只有一部电梯能出入。起火后，商厦管理者通知电工断电，由此令娱乐城人员难以逃生。东北角的楼梯被烟雾封堵，其余的3部楼梯被上锁的铁栅栏堵住，人员无法通行，仅有少数人员逃到靠外墙的窗户处获救。

## 处理结果
洛阳市通过政府救助、社会募捐和依法向肇事单位索赔等多种形式，对遇难者家属实施抚恤、经济救助。中国政府按遇难者人均1万元拨出救助资金308万元，按遇难者人均1万元拨出救助资金。社会捐助资金按每名遇难者1万元发放；向遇难者家属发放一定的丧葬补助费和抚恤金。政府救助、社会捐助和抚恤金三项相加，每名遇难者不低于25000元。在职的159名遇难者，其丧葬补助费和抚恤金由所在单位按国家规定每名遇难者发放6700元，149名无职业者按每名5000元从社会捐助金中发放。政府救助、社会捐助和抚恤金3项相加，每名遇难者不低于25000元。丹尼斯量贩按每名遇难者5万元、受伤者每人3000元，一次赔偿1550万元人民币；另外，丹尼斯量贩以预交5年房租的名义赔付东都商厦660万元人民币，款项均全部到位。

## 追責
2001年8月22日洛阳市中级人民法院对王成太（丹尼斯量贩有限公司东都分店的养护员），李志坚（原东都商厦总经理、法人代表） 等分别判处3至13年有期徒刑。

## 外部連結
- 新聞稿合輯

- . 新浪網. 2001年. . （原始内容存档于2004-02-27）. . （原始内容存档于2001-11-07）.

- . 中华网. （原始内容存档于2001-06-11）.

- 新聞紀錄片（視頻）

- 河南洛阳东都商厦12·25火灾. 編輯:何杰, 撰稿:任志军, 攝像:孙小磊. 片長13分45秒. 上載點：騰訊視頻 （页面存档备份，存于）, 哔哩哔哩 （页面存档备份，存于）.